# Medi 1
MEDI 1 (también conocida como Radio Méditerranée Internationale) es un estación de radio privada y comercial de origen marroquí que es propiedad de varios bancos y empresas privadas francesas y marroquíes. La estación fue fundada en 1980 y transmite desde la ciudad de Tánger.
La emisora emite a todos los países del Magreb en dos idiomas: árabe y francés. Según el país, Medi 1 llega a través de la FM o la onda larga. Se puede oír vía Internet en todo el mundo.